# Rebocadores do Volga (Repin)
Rebocadores do Volga (em russo:  Бурлаки на Волге, Burlaki na Volguie) é uma pintura a óleo sobre tela do pintor e escultor russo Ilia Repin (1844-1930). A obra retrata 11 trabalhadores a rebocar à sirga uma barca no rio Volga. Os homens parecem quase cair para a frente exaustos com o esforço de puxar um barco grande contra a corrente num dia quente e seco.
Não muito tempo depois da pintura de Repin, os rebocadores (burlakis) foram substituídos por rebocadores a vapor, mas a obra constitui uma homenagem à dignidade e resiliência humana mas também uma condenação emocionada de quem autorizava um trabalho tão desumano. Embora sejam apresentados como estoicos e submissos, os homens sentem-se em grande medida derrotados; um único parece insurgir-se: no centro da fila e da sirga, um jovem pintado em tons claros luta contra a sua amarra de couro assumindo uma postura desafiante.
Repin concebeu o quadro durante as suas viagens pela Rússia quando jovem e retrata personagens reais que ele encontrou. A obra recebeu elogios internacionais pelo retrato realista da dureza da vida laboral e deu ímpeto à sua carreira como pintor. Logo após a sua conclusão, o quadro foi comprado pelo Grande duque Vladimir Alexandrovich e exibido na Europa como um marco da pintura realista russa.

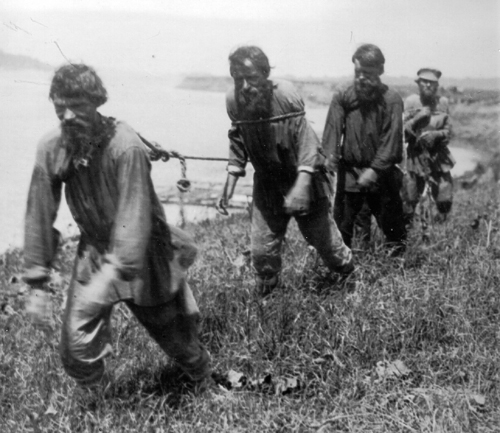
Fotografia de 1900 de rebocadores (burlaks) no rio Volga

## Descrição
Rebocadores no Volga mostra uma fila de onze rebocadores (burlaks) masculinos puxando à sirga uma barca no rio Volga para montante, portanto contra a corrente. Os homens estão pobremente vestidos e amarrados com arreios de couro. São apresentados de forma estóica, embora em grande esforço físico, com os corpos curvados na labuta. Ainda que em estudos anteriores tenha sido dominada por tons azuis, a cena é dada numa luz clara, amarelada que tem sido descrita como "quase veneziana".
Os homens, que parecem não ter um líder, constituem o foco da pintura, sendo a barca relegada para um papel menor em segundo plano, vendo-se mais ao longe um pequeno barco a vapor, talvez a sugerir que o trabalho estrénuo dos rebocadores já não se justificava na era industrial. Também digna de nota é a bandeira russa invertida pendente do mastro principal da barca, aumentando a sensação de que algo não está bem.

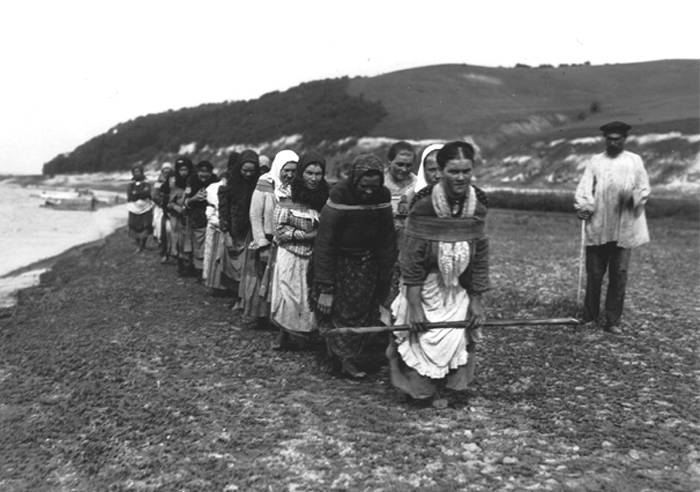
Mulheres rebocadoras (burlak) fotografadas no rio Volga, anos 1900s

Repin reflete o ritmo de para-arranca do trabalho na linha ondulante da cabeça dos trabalhadores. Nos estudos preparatórios, muitas das figuras foram posicionadas de forma diferente; por exemplo, o segundo homem era mostrado com boné e com a cabeça inclinada sobre o peito.
Há uma sensação geral de cansaço e desespero aumentando da esquerda para a direita no grupo; o último rebocador parece já alheio ao esforço, saindo da fila na direção do observador. A exceção é um jovem louro no centro do grupo. Está pintado em tons claros, ao contrário dos tons esbatidos mais escuros dos seus companheiros, e tem a cabeça levantada olhando para longe, enquanto parece libertar-se das correias que o prendem, como que decidido a libertar-se daquela tarefa.
A pintura é uma descrição eminentemente física daqueles homens; Repin foi atraído pela força e pelo esforço sobre-humano deles. Segundo o crítico Vladimir Stasov, "Eles são como um grupo de Hércules da floresta com as cabeças despenteadas, os seus peitos bronzeados pelo sol, e as suas rijas mãos suspensas. Que expressão indomável, que narinas enfoladas, que músculos de aço!" Com o vincar das sobrancelhas grossas e testas engelhadas, Repin revela o seu tormento espiritual, embora não se concentre demasiado nas emoções individuais de nenhum dos homens. O sofrimento pessoal é de importância secundária para o retrato do esforço e dignidade humanas.

## Contexto
Repin entrou na Academia de Arte em S. Petersburgo em 1863. A Academia naquele tempo era conhecida pelo seu profundo conservadorismo e inclinando-se para o academismo, fato que gerou um sentimento de revolta e desejo de mudança em muitos dos seus alunos.
Para criar Rebocadores, Repin inspirou-se em cenas que presenciou quando veraneou pelo Volga em 1870. Fez vários estudos preparatórios, na maioria a óleo, quando esteve em Shiriaev Buerak, perto de Stavropol (a actual Togliatti). Os esboços incluem paisagens e vistas do Volga e rebocadores de barcas.

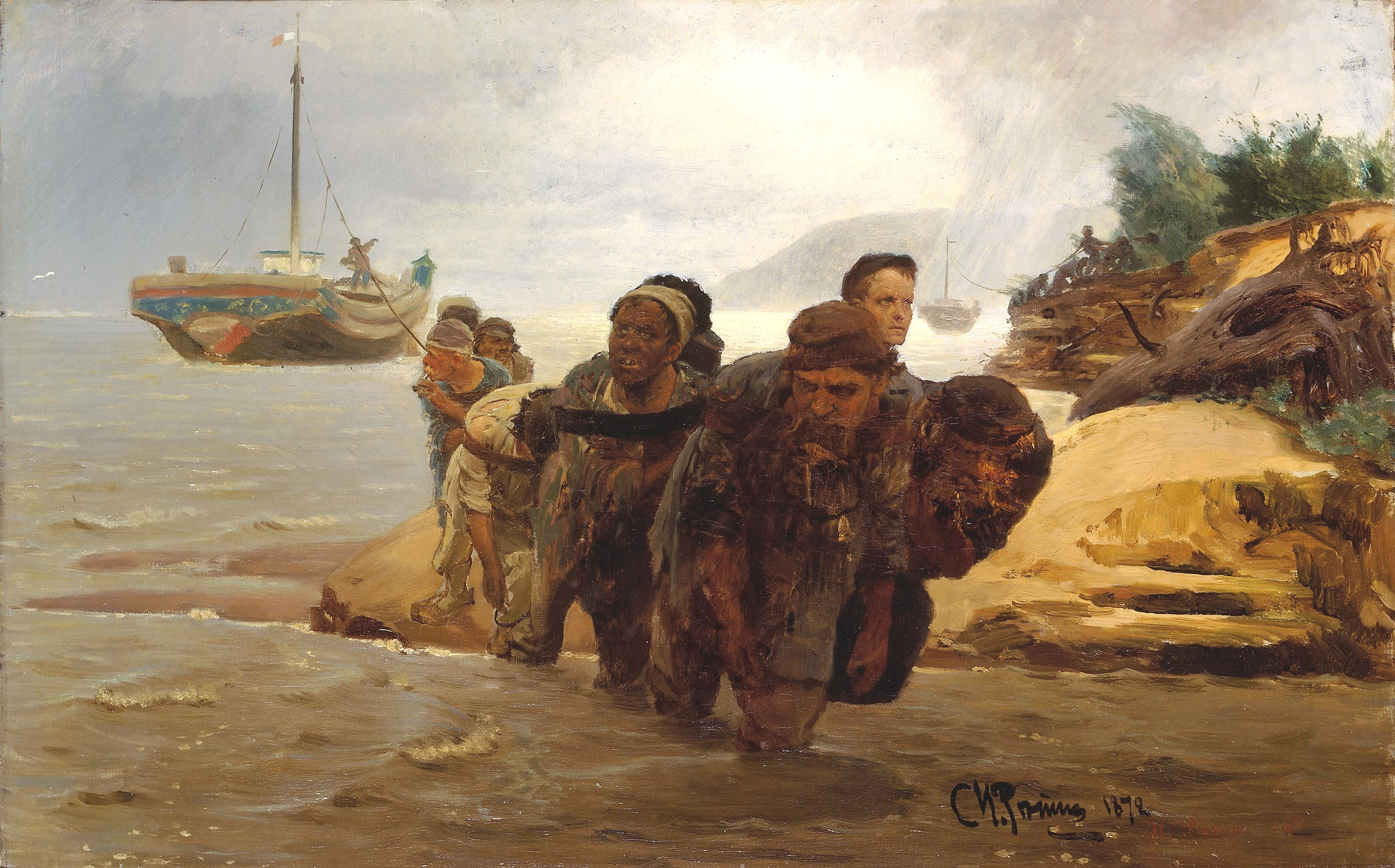
Barqueiros do Volga (1872) de Ilia Repin, na Galeria Tretyakov, Moscovo, foi pintado no mesmo período e ̟partilha muitas das qualidades de composição de Rebocadores do Volga.

As figuras pintadas foram baseadas em pessoas reais que o artista conheceu quando preparava a obra. Ele teve dificuldade em encontrar pessoas que posassem para ele, mesmo pagando, devido a uma crença campestre de que uma pessoa perde a alma quando a sua imagem é passada ao papel. Os modelos incluíram um antigo soldado, um ex-padre e um pintor.
Embora Repin tenha pintado onze homens, as mulheres também executaram aquele trabalho e havia normalmente mais pessoas numa equipa de rebocar uma barca à sirga; Repin selecionou estas figuras como representativas de um leque alargado das classes trabalhadoras da sociedade russa, ainda que tivesse inicialmente pensado numa obra mais superficial mostrando o contraste entre os excursionistas exuberantes (o que ele próprio tinha sido) e os cansados rebocadores. Repin encontrou uma empatia especial com Kanin, o ex-padre transviado, que é retratado como o rebocador da frente que olha para observador. O próprio artista escreveu: "Havia algo de oriental nele, o rosto de um cita ... e que olhos! Que olhar profundo! ... E a testa, tão larga e sábia ... Ele parecia-me um mistério enorme e por isso eu amava-o. Kanin, com uma tira à volta da cabeça, com o cabelo em mechas feitas por ele e, depois, desgastado, parecia como que um homem de elevada posição; ele era como um santo."

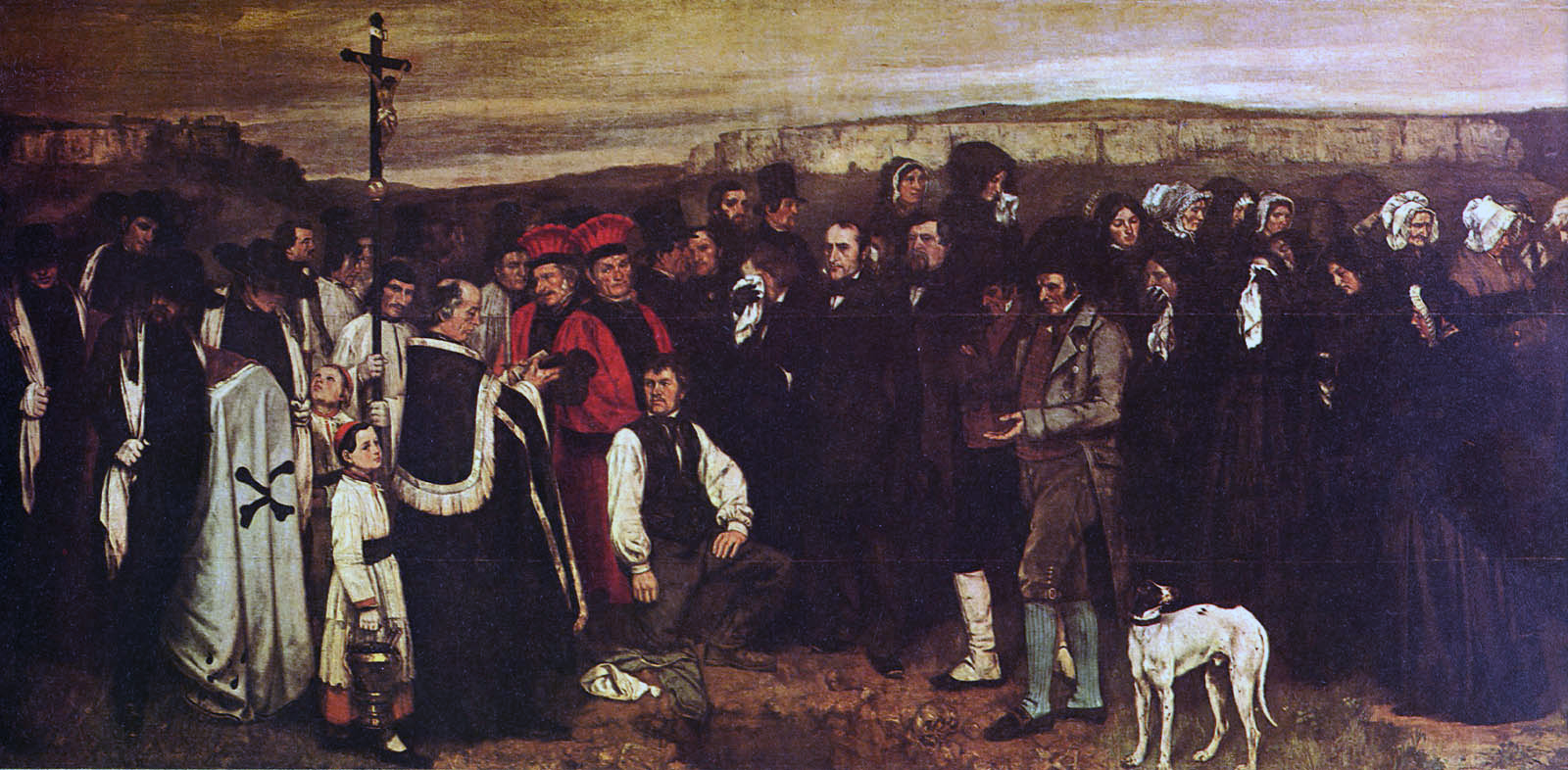
O Enterro em Ornans (1850), de Gustave Courbet, no Museu de Orsay, Paris

Repin cresceu em Chuguev, na Região de Kharkov (na actual Ucrânia), e conhecia a pobreza e dureza da maior parte da vida no campo daquele tempo. Passou mais tarde dois anos a viajar, altura em que observou quer as dachas dos ricos quer as limitações do camponês comum. Como tal, o quadro pode considerado uma pintura do quotidiano, mas classificado na escala heróica da pintura histórica, como foi o caso, muitas vezes, de obras do século XIX, especialmente após O Enterro em Ornans (1850) de Gustave Courbet. Rebocadores do Volga tem sido comparado pelos críticos às obras de Millet e a Os Britadores de pedra (1850) de Courbet, que mostra trabalhadores a partir pedra na berma de uma estrada.

## Crítica e legado
Repin considerava Rebocadores do Volga a sua primeira obra como profissional, obra que o define como um mestre da representação da desigualdade social. Quando foi exibida recebeu críticas entusiásticas pela crueza da pintura dos trabalhadores de mais baixa situação, que contrastava acentuadamente com o estilo romântico, clássico ou propagandístico da maior parte da arte russa sua contemporânea. A pintura abriu caminho para Repin se juntar aos Peredvizhniki (os Viajantes ou Itinerantes), um movimento realista anti-académico formado em 1870. Os Peredvizhniki procuravam não só romper com a escola académica, como também subverter o modo como a arte era considerada. Retratando cenas da vida quotidiana e realizando exposições nas províncias, tinham como objetivo esclarecer e tornar a arte acessível às massas.

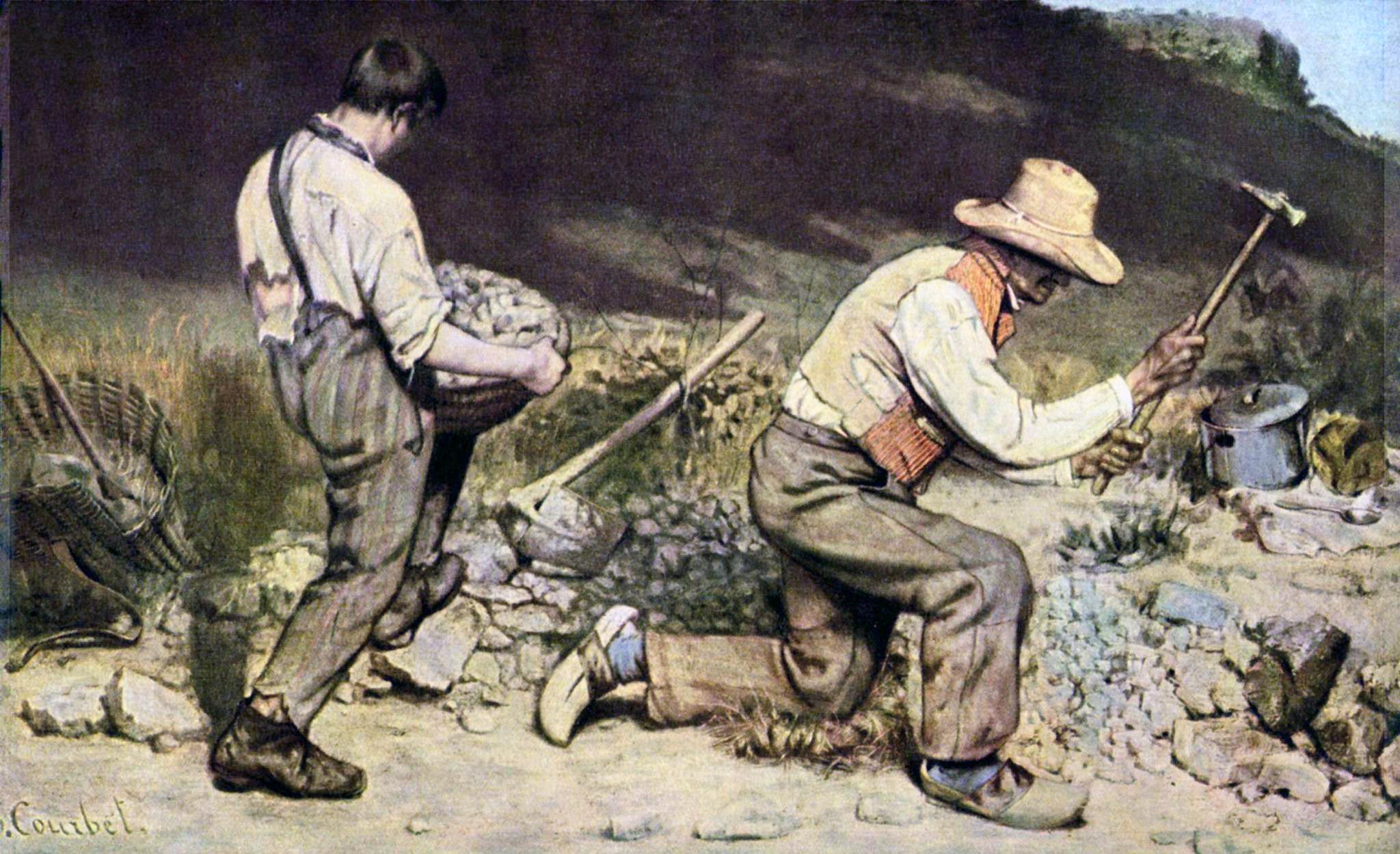
Os Britadores de Pedras, Gustave Courbet, 1850. (Destruido)

A pintura de Repin foi largamente discutida pela sua ruptura com as tradições da Academia. Com ela, Repin ganhou o respeito do famoso crítico Stasov que pensava que a arte expressava a visão dos seus autores e a forma como se posicionavam na situação política. Stasov encorajou Repin a focar-se nos temas russos e após o lançamento de Rebocadores tornou-se um amigo próximo do artista tendo elogiado entusiasticamente todas as pinturas posteriores de Repin. Stasov, escrevendo sobre o quadro, referiu que "com uma ousadia que é inédita entre nós, [Repin] abandonou todas as anteriores concepções sobre o ideal na arte, e imergiu no mais fundo da vida das pessoas, dos interesses do povo, da realidade opressiva das pessoas... ninguém na Rússia ousara jamais assumir tal tema." Em resposta, Repin disse que "o lamento de Stasov pela Rússia foi o primeiro e o mais poderoso e foi ouvido na Rússia por quem é capaz de entender. Foi graças a ele que a minha fama se espalhou."
Fiódor Dostoiévski soube do quadro de Repin pelos jornais e admitiu que fosse outra obra russa cujo qualidade artística era secundária face à sua mensagem social. E escreveu: "Mesmo o próprio tema é terrível ... Eu estava com a expectativa de ver esses rebocadores de barcaças todos alinhados com uniformes com os rótulos habituais colados nas suas testas ... Para minha alegria, afinal, todos os meus receios eram em vão ... Nem um único deles grita da pintura para o espectador, "Olha como sou infeliz e como deves estar grato para o povo!"" Segundo Joseph Frank, a crítica de Dostoiévski é sobretudo estética, afimando a incapacidade da pintura (como obra de arte) em retratar o significado do passado para o presente.:112
Para Dostoiévski, Repin tinha evitado uma falha comum da arte russa contemporânea, e ao fazê-lo tinha reforçado o impacto da obra. E concluiu escrevendo, "[Vi] rebocadores de barcaças, rebocadores de barcaças reais, e nada mais ... e não podemos deixar de pensar que estamos em dívida, verdadeiramente em dívida, para com o povo.":111 Um tal sentimento de "dívida não paga" dos estratos mais elevados da sociedade para com o campesinato era uma ideia comum dos Narodniks (Populistas). Presentemente, a pintura é considerada como fundamental na formação do realismo na Rússia.

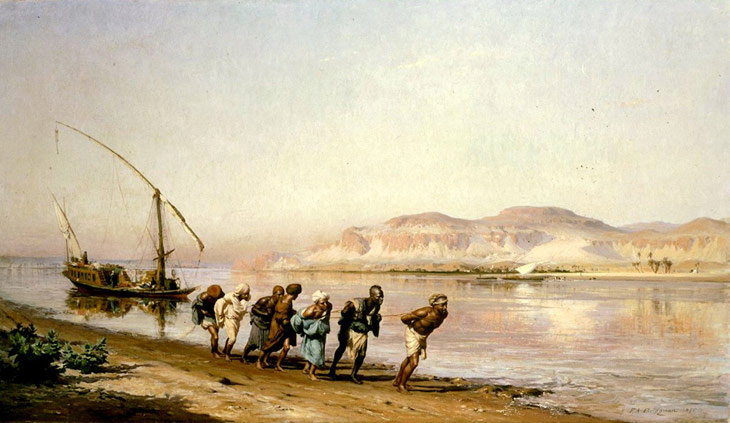
À Sirga no Nilo (Towing on the Nile) (1875) de Frederick Arthur Bridgman

A pintura tem sido criticada tanto por aceitar as características do desenho académico como pelo tom amarelado geral.  E apesar de ter ganho um prémio da Sociedade para o Avanço das Artes em 1872, Repin continuou a melhorar o quadro até 1873 quando foi exibido na Academia de Artes em São Petersburgo.
Devido à sua popularidade a obra tem sido objecto de muitas referências, sendo frequentemente utilizada como base para peças satíricas na Rússia. Um cartoon político finlandês com base na pintura criou agitação internacional em 1958 ao colocar Nikita Khrushchev na barca puxada pelos países do Bloco do Leste, gritando "Imperialistas!" para os EUA e Reino Unido que estavam na margem..
De acordo com o crítico de arte Elia Kabanov, a pintura de Repin influenciou o pintor orientalista norte-americano Frederick Arthur Bridgman quando pintou À Sirga no Nilo em 1875.

## História
Apesar da sua sua inspiração progressista, Rebocadores do Volga foi comprado pelo segundo filho do Csar e foi emprestado para uma exposição na Exposição Universal de Viena de 1873, onde recebeu uma medalha de bronze. Foi exibido no exterior da Rússia de novo em 1878, quando recebeu o aplauso generalizado dos críticos sendo considerado um marco da arte da Rússia. Após a Revolução Russa de 1917, a coleção de arte do Grande Duque foi nacionalizada tendo sido deslocada do seu Palácio Vladimir para o Museu Russo.